# Banana Battle
Banana Battle is een overdekte Splash battle attractie in Belgische attractiepark Bobbejaanland en staat in het themagebied Adventure Valley. De attractie is gebouwd door de Italiaanse attractiebouwer Preston Barbieri Group en is geopend in 2008.

## Algemene informatie
De attractie bevindt zich in de voormalige Hall 2000 en neemt daar het grootste deel van in beslag. De gehele zone werd omgedoopt tot Bananabos en kreeg vanaf dan een junglethema. Banana Battle ligt naast de wachtrij van de achtbaan Revolution.
De baan is 110 meter lang en bevat geen hoogteverschillen. Langs de baan staan enkele doelen waar je op moet schieten met een waterpistool, zodat effecten worden geactiveerd. Ook is er de mogelijkheid om andere boten te raken, en staan langs de kant van de attractie ook enkele waterkanonnen waarmee mensen van buiten de attractie de inzittenden nat kunnen maken.

## Gondels
De karretjes die op de baan staan, zijn in de vorm van een boot. De karretjes worden vooruit getrokken door een kabel die net onder het wateroppervlak ligt. Deze kabel wordt weer door wielen in beweging gebracht, die er tevens voor zorgen dat de karretjes bochten kunnen maken.
Afbeeldingen